# Diocèse de Poona
Le diocèse de Poona est une circonscription ecclésiastique de l’Église catholique situé en la ville de Pune en Inde. Vicariat apostolique depuis 1854 il devient diocèse en 1886 lorsque la hiérarchie ecclésiastique est érigée en Inde. Couvrant les districts civils de Kolhapur, Pune, Ratnagiri, Sangli, Satara et Solapur. L’évêque actuel en est Thomas Dabre.

## Histoire
Vers 1790, à la demande d’un officier portugais au service de l’armée du Peshwâ, premier ministre de l'empire marathe (ayant sa capitale à Pune) l’archevêque de Goa envoie un prêtre, le père Vincent Joaquim Menezes, à Pune pour s’occuper des soldats catholiques de l’armée du Peshwâ.  En 1794 une petite chapelle est construite, avec l’aide de contributions des catholiques à Nana Peth, un quartier central de Pune, sur un terrain offert par le Peshwâ de l'époque. Une première messe y est célébrée le jour de Noël 1794.  L’église de l’Immaculée Conception d’aujourd’hui (appelée ‘City church’) y a son origine.
En 1835 le père Britto un prêtre goanais sous l’autorité du vicariat apostolique de Bombay est aumônier militaire à Poona, et fait construire une seconde chapelle catholique a Wanowrie, dans la zone militaire (le ‘cantonnement’). L’église Saint-Patrick est ouverte au culte en 1850.
Poona est érigé en vicariat apostolique le 8 mars 1854 et confié à la Compagnie de Jésus mais, en raison des difficultés rencontrée avec le Padroado, le vicaire apostolique de Bombay en reste l’administrateur jusqu'en 1886. Lorsque la structure hiérarchique de l’Église Catholique est érigée en Inde (1886), Poona devient diocèse, son premier évêque étant le jésuite allemand Bernard Beider-Linden. L’église Saint-Patrick est choisie pour en être la cathédrale.
En 1953 les catholiques de Ratnagiri et la paroisse de l’Immaculée Conception de Poona sont officiellement placés sous la juridiction de l’évêque de Poona, mettant un terme au schisme goanais et  la crise du Padroado.  La même année le diocèse de Belgaum (en) est créé, détachant les districts de Dharwar et Bijapur de Poona.
En 1987 les districts d’Ahmednagar, Dhule, Jalgaon et Nashik forment le nouveau diocèse de Nashik. 
Le 22 octobre 1987 la cathédrale est solennellement re-dédicacée, après une fermeture de trois ans due à l’effondrement de son toit le 15 juillet 1984.
En 1988 une éparchie orientale est créée à Kalyan, pour les chrétiens catholiques syro-malabars des diocèses de Bombay, Nashik et Pune. Paul Chittilapilly en est le premier évêque. 
Pour la première fois, en février 2003 le diocèse (désormais appelé ‘Pune’) organise un synode diocésain avec pour thème: 'Nous sommes l’Église’. 144 délégués, provenant des sept districts que comprend le diocèse y participent.
En 2005 le diocèse de Sindhudurg est érigé, réduisant une fois de plus le territoire de Pune. Tous les deux, avec d’autres sont suffragants de Bombay.

## Institutions académiques
- Comme beaucoup de diocèses celui de Pune compte un grand nombre d'institutions éducatives de niveau primaire, secondaire et secondaire supérieur, pour filles et garçons, de langue marathe ou anglaise.
- Le diocèse a la particularité cependant d'abriter, à Pune même, une institution ecclésiastique supérieure unique. Les facultés pontificales de théologie et philosophie, connue sous le nom de Jnana-Deepa Vidyadeep, sont établies dans un vaste campus, sur la route d'Ahmednagar, à la sortie orientale de la ville de Pune. Né dans les années 1950 autour du théologat jésuite De Nobili College par le transfert du grand séminaire de Kandy (Ceylan) à Pune, l'institut pontifical compte aujourd'hui 823 étudiants, prêtres, séminaristes, religieux et religieuses (et quelques laics) vivant dans différentes maisons et pédagogies religieuses du vaste campus. 'Jnana-Deepa Vidyapeeth' dépend de la conférence épiscopale des évêques catholiques de l'Inde [CBCI] et ses diplômes sont reconnus par l'université grégorienne de Rome.

## Supérieurs ecclésiastiques

### Administrateurs apostoliques
- 1860-1867: Walter Steins (jésuite), tout en étant Vicaire apostolique de Bombay
- 1867-1886: Leo Meurin (jésuite), tout en étant Vicaire apostolique de Bombay

### Évêques de Poona
- 1886-1907: Bernard Beider-Linden, jésuite
- 1907-1921: Henry Döring, jésuite
- 1921-1927: un administrateur apostolique
- 1927-1949: Henry Döring, jésuite
- 1949-1967: Andrew D’Souza, démissionnaire
- 1967-1976: William Gomes, démissionnaire
- 1976-2009: Valerian D’Souza, démissionnaire
- 2009-2023: Thomas Dabre
- 2023-2024: John Rodrigues, nommé archevêque coadjuteur de Bombay